# Zawody (Ukraina)
Zawody (ukr. Заводи) – wieś na Ukrainie, w obwodzie charkowskim, w rejonie iziumskim. W 2001 liczyła 516 mieszkańców.